# نارايان
نارايان (بالإنجليزية: Narayana)‏، (بالسنسكريتية: नारायण)‏، هو أحدُ أشكالِ وأسماءِ فيشنو في الهندوسية، الذي هو في سباتٍ يوغيٍّ تحتَ المياهِ السماوية، في إشارةٍ إلى المبدأِ الذكوري. يعرفُ أيضًا باسمِ بوروشوتم [الإنجليزية]، ويعتبرُ الكائِنَ الأسمى في الفيشنوية.